# دوغين
كان دوغين زنغي (Dōgen Zenji) (道元禅師؛ أيضًا دوغين كيغن (Dōgen Kigen) 道元希玄، أو إيهي دوغين (Eihei Dōgen) 永平道元 أو كوزو جويو دايشي) (19 من يناير 1200م – 22 من سبتمبر 1253م) المُعلِّم الياباني لـزن البوذية المولود في كيوتو. وقد أسس مدرسة سوتو لمذهب الزن في اليابان عقب السفر إلى الصين والتدرُّب تحت قيادة روجينج (Rujing)، وهو خبير في نسب كاودونغ (Caodong) (فرع زن البوذي) الصيني.
وعُرِف دوجين بكتاباته الواسعة بما في ذلك مجموعة قيمة لعين الدراما الحقيقية (Treasury of the Eye of the True Dharma) أو شوبوغينزو (Shōbōgenzō)، وهي مجموعة من 95 دفترًا بشأن الممارسة البوذية والتنوير.

## سيرته الشخصية

### النشأة
يُحتمل أن دوغين ولد في عائلة نبيلة، على الرغم من كونه طفلًا غير شرعي لميناموتو ميتشيتشيكا. كان والده بالتبني هو شقيقه الأكبر ميناموتو نو ميتشيتومو، الذي خدم في البلاط الإمبراطوري بصفته مستشار دولة رفيع المستوى. يقال إن والدته، واسمها إيشي، ابنة ماتسودونو موتوفوسا وأخت الراهب ريوكان هوغن توفيت عندما كان دوغين في السابعة من عمره.

### تدريبه المبكر
في عام 1212، في ربيع عامه الثالث عشر، هرب دوغين من منزل عمه ماتسودونو موروي وذهب إلى عمه ريوكان هوغن عند سفح جبل هيه، المقر الرئيسي لمدرسة تينداي البوذية. ذكر ريوكان أن وفاة والدته كانت السبب وراء رغبته في أن يصبح راهبًا، فأرسله إلى جين، رئيس دير في يوكاوا على جبل هيي. وفقًا للكنزيكي، أصبح مهووسًا بسؤال واحد يتعلق بمذهب تينداي:
«أثناء دراستي لكل من المدارس البوذية الظاهرة والباطنية، فإنهم يؤكدون أن البشر قد وهبوا الطبيعة الدارمية بالولادة. إذا كان الأمر كذلك، فلماذا اعتبر البوذات في جميع العصور (الذين يمتلكون الاستنارة بلا شك) أنه من الضروري البحث عن الاستنارة والانخراط في الممارسة الروحية؟»
كان هذا السؤال، إلى حد كبير، مدفوعًا بمفهوم تينداي للتنوير الأصلي (هونغاكو)، الذي ينص على أن جميع البشر مستنيرون بطبيعتهم، وبالتالي فإن أي فكرة لتحقيق التنوير من خلال الممارسة هي فكرة معيبة بشكل أساسي.
ويذكر الكنزيكي أيضًا أنه لم يجد إجابة لسؤاله في جبل هيي، وأنه أصيب بخيبة أمل بسبب السياسة الداخلية والحاجة إلى الشهرة الاجتماعية من أجل التقدم. لذلك، غادر دوغين ليبحث عن إجابة من أساتذة بوذيين آخرين. ذهب لزيارة كوين، رئيس دير تينداي لمعبد أونجو جي، وطرح عليه نفس السؤال. قال كوين إنه من أجل العثور على إجابة، قد يستفيد من دراسة تشان في الصين. في عام 1217، بعد عامين من وفاة بوذي الزن المعاصر ميان إيساي، ذهب دوغين للدراسة في معبد كينين-جي، تحت قيادة خليفة إيساي، ميوزن.

### السفر إلى الصين
في عام 1223، خاطر كل من دوغين وميوزن بالسفر عبر بحر الصين الشرقي إلى الصين (سلالة سونغ) للدراسة في دير تشينغ تي سو، مثلما فعل إيساي من قبل. في ذلك الوقت كانت الإمبراطورية المغولية تشن حروبًا على مختلف السلالات الحاكمة في الصين.
في الصين، ذهب دوغين لأول مرة إلى أديرة تشان الرئيسية في مقاطعة تسيجيانغ. كان معظم معلمي تشان في ذلك الوقت يعتمدون في تدريبهم على استخدام كوآن (باليابانية: kōan). على الرغم من أن دوغين درس الكوآن بجد، لكنه أصيب بخيبة أمل بسبب التركيز الشديد عليها، وتساءل عن سبب عدم دراسة السوترا بشكل أكبر. بعد ذلك، في عام 1225، قرر زيارة سيد يُدعى روجينغ (ج. نيوجو)، البطريرك الثالث عشر لسلالة كاودونج (ج. سوتو) من بوذية زن، في جبل تيانتونج (في معبد تيانتونج في نينغبو). اشتهر روجينغ بامتلاك أسلوب تشان الذي كان مختلفًا عن الأساتذة الآخرين الذين واجههم دوغين حتى الآن. في كتاباته اللاحقة، أشار دوجين إلى روجينغ باسم «بوذا القديم». بالإضافة إلى ذلك، وصف بمودة كلًا من روجينغ وميوزن بأنهما سينشي (المعلم القديم).

تحت حكم روجينغ، أدرك دوغين تحرير الجسد والعقل عند سماع السيد يقول «تخلص من الجسد والعقل». بقيت هذه العبارة ذات أهمية كبيرة لدوغين طوال حياته، ويمكن العثور عليها منتشرة في جميع أنحاء كتاباته، مثل ما ذكر في قسم مشهور من كتابه جينجوكوان (Genjōkōan):
«دراسة الطريق هي دراسة الذات. دراسة الذات هي نسيان الذات. إن نسيان الذات هو استنارة بكل أشياء الكون. إن الاستنارة بكل أشياء الكون تعني التخلص من جسد وعقل الذات، وكذلك من جسد وعقل الآخرين. حتى آثار الاستنارة تمحى، وتستمر الحياة مع الاستنارة التي لا أثر لها إلى أبد الآبدين».
توفي ميوزن بعد وقت قصير من وصول دوغين إلى جبل تيانتونغ. في عام 1227، تلقى دوغين نقل الدارما والإنكا من روجينغ، وعلق على كيف أنه حسم أخيرًا «بحثه في الحياة عن الأمر العظيم».

### عودته إلى اليابان
عاد دوغين إلى اليابان في عام 1227 أو 1228، وعاد ليقيم في كينين-جي، حيث تدرب سابقًا. من بين أعماله الأولى عند عودته كتابة فوكانزازينجي (التعليمات الموصى بها عالميًا لزازين)، وهو نص قصير يؤكد على أهمية الزازين (الجلوس والتأمل) وإعطاء تعليمات له.
ومع ذلك، سرعان ما نشأ التوتر عندما بدأ مجتمع تينداي في اتخاذ خطوات لقمع كل من الزن والجودو شينشو، الشكلين الجديدين للبوذية في اليابان. في مواجهة هذا التوتر، غادر دوغين تينداي في كيوتو في عام 1230، واستقر بدلًا من ذلك في معبد مهجور فيما يعرف اليوم بمدينة أوجي، جنوب كيوتو.
في عام 1233، أسس دوغين كانون دوري إن في فوكاكوسا كمركز صغير للممارسة. وسّع لاحقًا هذا المعبد إلى كوشوهورين-جي (Kōshōhōrin-ji).

### إيهي-جي
في عام 1243، عرض هاتانو يوشيشيجي نقل مجتمع دوغين إلى مقاطعة إيتشيزن، بعيدًا إلى الشمال من كيوتو. قبل دوغين بسبب التوتر المستمر مع مجتمع التينداي والمنافسة المتزايدة لمدرسة رينزاي.
بنى أتباعه مركز شامل للممارسة هناك، وأطلقوا عليه اسم معبد دايبوتسو (دايبوتسو-جي). أثناء استمرار أعمال البناء، عاش دوغين ودرس في معبد يوشيمين-ديرا (كيبو-جي)، الذي يقع بالقرب من ديابوتسو-جي. حدثت مع دوغين حالة اكتئاب أثناء إقامته في كيبو-جي. لقد كان ذلك بمثابة نقطة تحول في حياته، وأفسح المجال أمام «نقد صارم لرينزاي زن». وانتقد داهوي زونغاو، الشخصية الأكثر تأثيرًا في أسرة سونغ تشان.
في عام 1246، أعاد دوغين تسمية دايبوتسو-جي، وأطلق عليها اسم إيهي-جي. لا يزال هذا المعبد واحدًا من المعبدين الرئيسيين لسوتو زن في اليابان اليوم، والآخر هو سوجي-جي.
أمضى دوغين بقية حياته في التدريس والكتابة في إيهي-جي. في عام 1247، دعا وصي شوغون الذي نُصّب مؤخرًا، هوجو توكيوري، دوغين للحضور إلى كاماكورا لتعليمه. في خريف عام 1252، مرض دوغين، ولم تظهر عليه أي علامات للتعافي. قدم ثيابه إلى تلميذه الرئيسي، كون إيجو، مما جعله رئيس معبد إيهي-جي.

### موته
بدعوة من هاتانو يوشيشيجي، غادر دوغين إلى كيوتو بحثًا عن علاج لمرضه. في عام 1253، بعد وقت قصير من وصوله إلى كيوتو، توفي دوغين. وقبل وفاته بفترة قصيرة، كتب قصيدة الموت:
أربعة وخمسون عامًا تضيء السماء.

قفزة مرتعشة تحطم مليار عالم.

هاه!

الجسم كله يبحث عن لا شيء.

على قيد الحياة، أغوص في ينابيع صفراء.

## وصلات خارجية
- دوغين على موقع الموسوعة البريطانية (الإنجليزية)
- دوغين على موقع ميوزك برينز (الإنجليزية)
- دوغين على موقع ديسكوغز (الإنجليزية)